# Рух Афза
Рух Афза (урду روح افزا‎, буквально «удовольствие для души») — южноазиатский напиток, представляющий собой концентрированный сквош. Его состав был подобран Хакимом Хафизом Абдулом Маджидом и запущен в производство в Старом Дели в Британской Индии. В 2020-е годы Rooh Afza производится компаниями, основанными им и его сыновьями — в частности, Hamdard India (материнская компания), Hamdard Laboratories (Waqf) Pakistan и Hamdard Laboratories (Waqf) Bangladesh. С 1948 года компания производит продукцию в Индии, Пакистане и Бангладеш.
Другие компании этих стран также используют незапатентованный рецепт напитка. Особый рецепт юнани Рух Афза сочетает в себе ингредиенты, которые, как принято считать, обладают охлаждающим эффектом, например, розу, которая используется как средство от лоо (горячих летних ветров Северной Индии, Пакистана и Бангладеш). Напиток обычно ассоциируется с месяцем Рамадан, во время которого его обычно пьют вечером. Рух Афза продаётся в виде сиропа для придания вкуса шербетам, холодным молочным напиткам, мороженому и холодным десертам, например, для фалуды. Название Рух Афза иногда переводится как «освежитель души». Говорят, что это название было придумано первоначальным создателем напитка, возможно, под влиянием культурных факторов.

## История

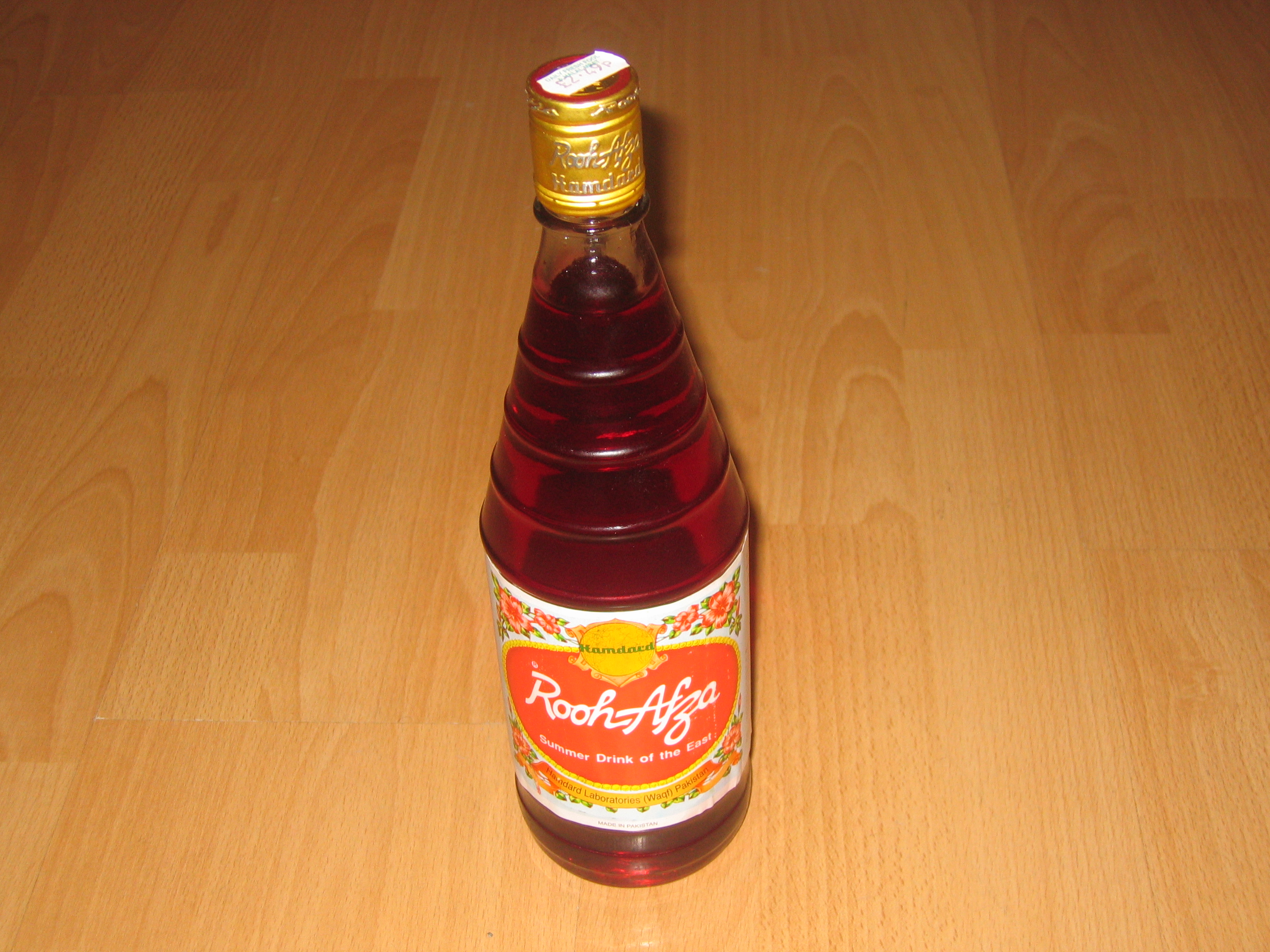
Бутылка Rooh Afza.

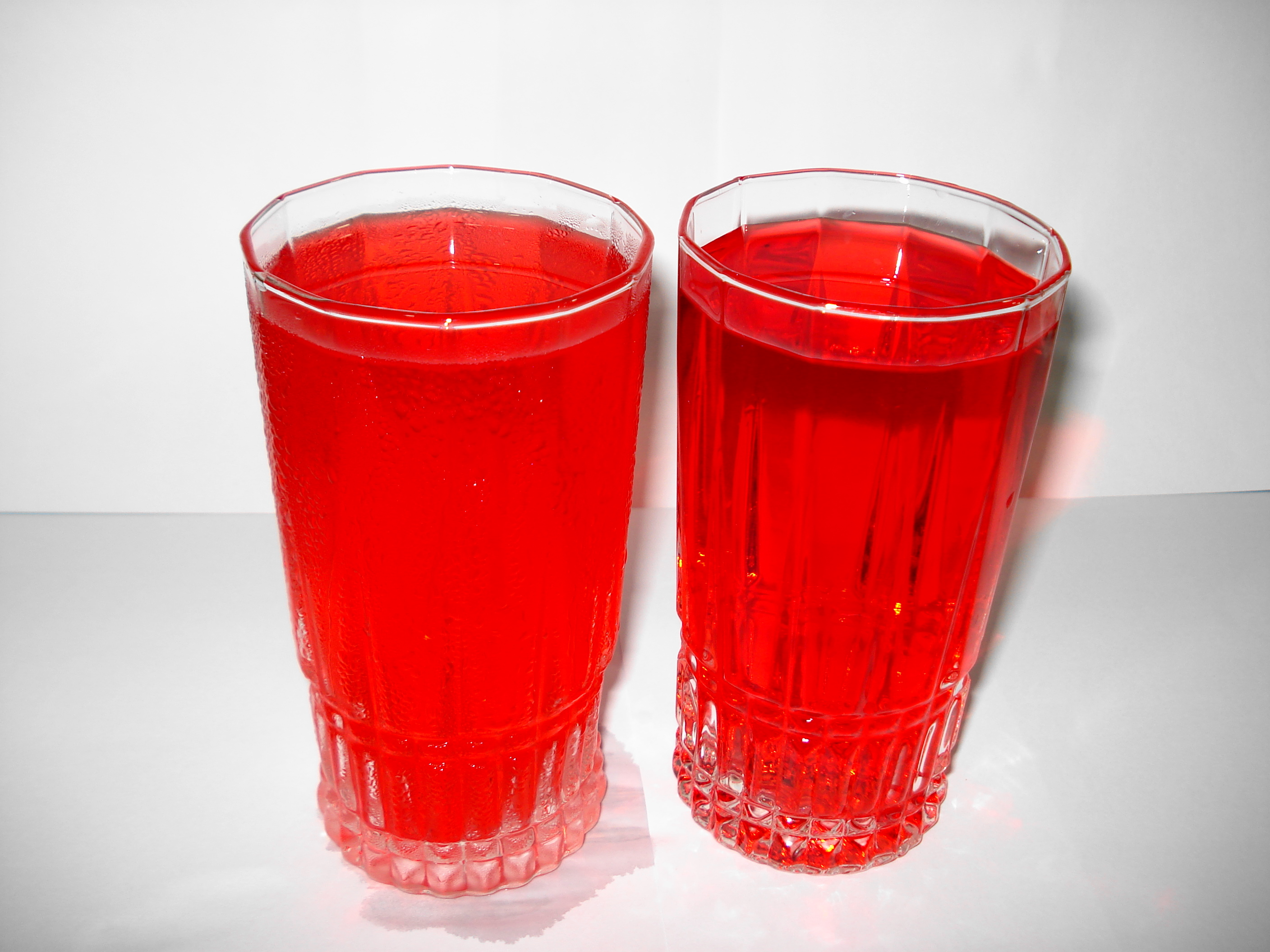
Шербет, приготовленный из сиропа Рух Афза.

Компания Rooh Afza была основана основателем Hamdard Хакимом Хафизом Абдулом Маджидом в Старом Дели, Британская Индия. В 1906 году он задумал создать травяную смесь, которая помогла бы жителям Дели освежаться летом. Он выбрал травы и сиропы из традиционной медицины юнани и создал напиток, который должен был помочь бороться с тепловыми ударами и предотвратить у людей обезвоживание. В 1910 году художник Мирза Нур Ахмад разработал дизайн этикеток Rooh Afza в разных цветах. Окончательный рецепт напитка сложился после многочисленных доработок.
15 лет спустя после смерти Маджида его жена Рабеа Бегум основала благотворительный фонд от своего имени и имени их двух сыновей.
После раздела Индии в 1947 году, старший сын, Хаким Абдул Хамид, остался в независимой Индии, а младший сын, Хаким Мохаммад Саид, 9 января 1948 года переехал в недавно созданное государство Пакистан и основал отдельную компанию Hamdard Company, которая занимала две комнаты в районе Арамбаг (тогда Рам Баг) в Карачи. В 1953 году компания Hamdard Pakistan стала приносить прибыль. Хаким Мохаммад Саид открыл филиал Hamdard в бывшем Восточном Пакистане. По словам дочери Хакима Мохаммада Саида, Садии Рашид, председателя Hamdard Pakistan в 2019 году, её отец подарил бизнес народу Бангладеш после обретения им независимости от Пакистана в 1971 году.
В 2010 году шеф-повар Нита Мехта и индийская киноактриса Джухи Чавла были наняты компанией Hamdard Laboratories для проведения рекламных мероприятий с целью создания новых рецептов безалкогольных коктейлей и десертов для Rooh Afza.

## Ингредиенты
Первоначальный рецепт напитка включал:
- Травы:
  - Portulaca oleracea
  - Цикорий
  - Изюм (Vitis vinifera)
  - Nymphaea alba
  - Nymphaea nouchali
  - Nelumbo
  - Бурачник лекарственный
  - Кориандр
  - Розмарин
- Фрукты:
  - Апельсин
  - Цитрон
  - Ананас
  - Яблоко
  - Клубнику
  - Малину
  - Логанову ягоду
  - Ежевику
  - Вишню
  - Виноград сорта Конкорд
  - Чёрную смородину
  - Арбуз
- Овощи:
  - Шпинат
  - Морковь
  - Мяту
  - Luffa aegyptiaca
- Цветы:
  - Роза
  - Pandanus fascicleis
  - Лимон
  - Апельсин
- Корни:
  - Chrysopogon zizanioides

## Изготовление
Сироп Рух Афза обычно подают смешанным с холодным молоком или водой и льдом. Рух Афза часто готовится как часть ифтара во время Рамадана. Концентрат также можно смешивать с водой, при этом получается напиток, напоминающий шербет. Сироп Рух Афза часто смешивают с мороженым кульфи и вермишелью, чтобы получить вариацию популярного иранского десерта фалуде.

## Иск и штраф в Бангладеш
30 мая 2018 года инспектор по безопасности пищевых продуктов Камрул Хассан подал иск против Hamdard Laboratories Bangladesh по факту ложной информации, вводящей в заблуждение рекламы и публикации ложной информации на сайте. Было сказано, что информация, опубликованная в рекламе — «Rooh Afza, приготовленный из 35 фруктовых соков» — неверна. 12 июня того же года судья продовольственного суда Pure AFM Маруф Чоудхури оштрафовал компанию на четыре лакха така за публикацию вводящей в заблуждение рекламы. Если председатель и управляющий директор Hamdard не смогут выплатить штраф, то им будет назначено наказание в виде трёх месяцев тюремного заключения.

## Вариации
Hamdard Laboratories India выпустила в Индии два готовых к употреблению варианта напитка, а именно RoohAfza Fusion и RoohAfza Milkshake.
В Пакистане один из готовых к употреблению вариантов напитка, называемый Rooh Afza Go, продается в жестяных банках. Кроме того, напиток, который обычно готовят родители для детей в Пакистане, теперь доступен как продукт от Hamdard Laboratories (Waqf) Pakistan под названием Doodh (молоко) Rooh Afza.